# Слендзинский, Викентий Александрович

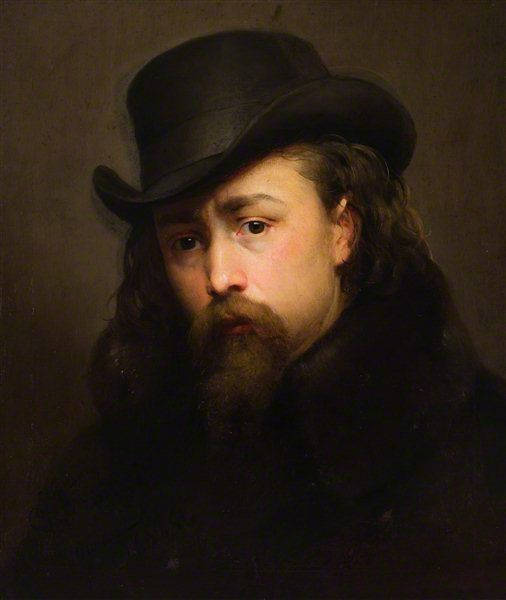
автопортрет (1862)

Вике́нтий Алекса́ндрович Слендзи́нский (род. 2 января 1838, Скрябино — 19 августа (6 августа) 1909, Вильно) — польский живописец и пианист, сын художника Александра Слендзинского, отец художника Людомира Слендзинского.

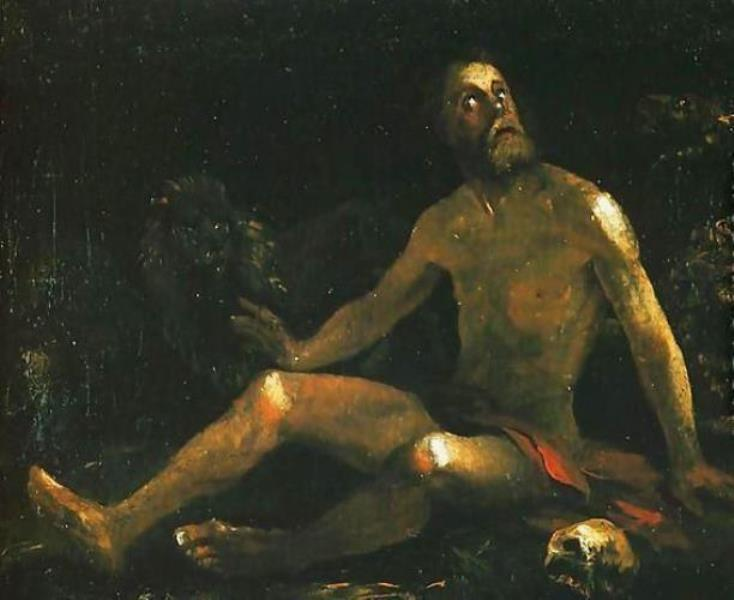
Викентий Слендзинский «Даниил во рву львином». Галерея Слендзинских в Белостоке.

## Биография
В семье Слендзинских было шестеро детей. В детстве Викентий жил с семьёй в деревне Барцяны над Вилией и Боярышках над рекой Невежей, а также в имении Красный двор под Ковно. Первые уроки живописи получил от отца, художника Александра Слендзинского. В период с 1808 по 1822 годы семья жила в Вильно, в доме, находившемся на улице Большой, 15. Там их посещал поэт Адам Мицкевич. Викентий брал уроки игры на фортепиано у Станислава Монюшко, в благодарность за что Александр Слендзинский учил дочь Монюшко рисованию. Сам Викентий занимался живописью под руководством Канута Русецкого, который, как и Александр Слендзинский, был учеником Яна Рустема и продолжателем традиций виленской школы живописи.

### Учёба в Москве
Так как в 1832 году в отместку за Польское восстание императорской властью был упразднён Виленский университет с его Виленской художественной школой, то в 1856 году Викентий Слендзинский вместе с другом, также будущим художником, Михалом Андриолли, поступил учиться в Московское училище живописи, ваяния и зодчества. Большинство виленских художников того времени предпочитали учиться в Санкт-Петербурге, в Императорской академии художеств, которая имела более высокий рейтинг, но туда сложнее было поступить. Московская художественная школа была ещё совсем молода, не обладала большим количеством известных учителей и ещё не были сформированы по существу образовательные традиции. Но в то же время, Императорская Академия художеств находилась под сильным влиянием академизма, ограничивая реалистический жанр, что привело даже в 1863 году к Бунту четырнадцати и последующему образованию течения передвижников. В этом плане Московская школа имела лучший, демократический подход, благоприятный для развития реалистического жанра. Повлиял и тот факт, что в училище преподавал земляк Викентия Слендзинского — художник Сергей Зарянко. Также Викентию Слендзинскому преподавал русский живописец Алексей Саврасов. В это же время в училище у Сергея Зарянко получал художественное образование другой будущий знаменитый русский живописец Василий Перов.

### Учёба в Санкт-Петербурге
В 1859 году Викентий Слендзинский вместе с Михалом Андриолли поступили в Императорскую Академию художеств. В процессе обучения Викентий два раза был награждён медалями — 2-я серебряная медаль Академии Художеств в 1858 году и 1-я серебряная медаль в 1859 за этюд «Даниил во рву львином». Эту работу впоследствии приобрёл граф Бенедикт Тышкевич. В 1861 году Викентий был удостоен звания классного художника 3 степени. Творческая карьера Слендзинского могла бы быть действительно успешной, если бы не участие в антиправительственном восстании.

### Изгнание
Викентий Слендзинский участвовал в тайном движении, которое поддерживало тесные отношения с Литовским провинциальным комитетом. За участие в польском восстании 1863 года, по возвращении в Литву, он был арестован вблизи Биржей. Болеслав Колыска, художник родом из Ковенского уезда, с которым Слендзинский и Андриолли жили в Москве в одной квартире, был приговорен к смертной казни, один из их соратников — Юлиан Черновский — был отправлен на 12 лет на каторгу, а вместе с ещё одним участником восстания, студентом Московской медицинской Академии Фердинандом Боричевским, Викентий Слендзинский 19 ноября 1863 был отдан под суд и приговорён к ссылке в Княгинино Нижегородской губернии под строгим надзором полиции. 9 января 1864 года виленский генерал-губернатор Михаил Муравьев (1796—1866) подтвердил решение и осужденные отправились в ссылку в назначенное место.
В 1867 году российские власти дали разрешение Слендзинскому на пребывание в Харькове, где художник пробыл до 1872 года, когда получил разрешение на возвращение. Оттуда он переехал жить в Краков, где познакомился с Яном Матейко. Позже он переселился в Дрезден, где жил у писателя Юзефа Игнатия Крашевского, высоко ценившего его творчество. Благодаря Крашевскому и философу Августу Цешковскому, Слендзинский познакомился с известными польскими меценатами искусства, которые делали ему заказы на портреты — графом Яном Дзялынским, Юзефом Мельжинским и графом Квилецким. Занимался реставрацией полотен из собрания Дзялынского в замке Курника и изучением наследия старых мастеров европейской живописи в Дрезденской картинной галерее. В 1875 году снова был отправлен в Харьков.

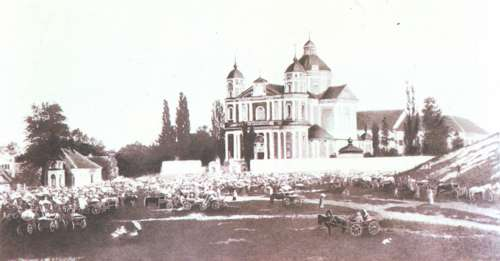
Фото Викентия Слендзинского — Петровская ярмарка в районе Антакальнис в Вильно, 1892 год.

### Возвращение в Вильно
Пробыв 20 лет в изгнании, в 1883 году вернулся в Вильно, благодаря имперской амнистии. Женился на Анне Больцевич, вдове фотографа Иосифа Чеховича. Занимался реставрацией фресок и живописи виленских церквей, в том числе Костёла Святого Варфоломея в Ужуписе. Писал портреты, в том числе Адама Гонория Киркора, религиозные картины, в том числе в Костёле святого Казимира в Вильнюсе и в Костёле Святых Иакова и Филиппа в Лукишках, фрески в часовне на кладбище Расу по заказу виленского врача Гилярия Клементьевича Радушкевича, статского советника и хозяина неоготического дворца, изображающие самого заказчика в окружении четырёх Евангелистов. Сам Викентий Слендзинский скончался на 72-м году жизни и был похоронен на Бернардинском кладбище в Вильно.

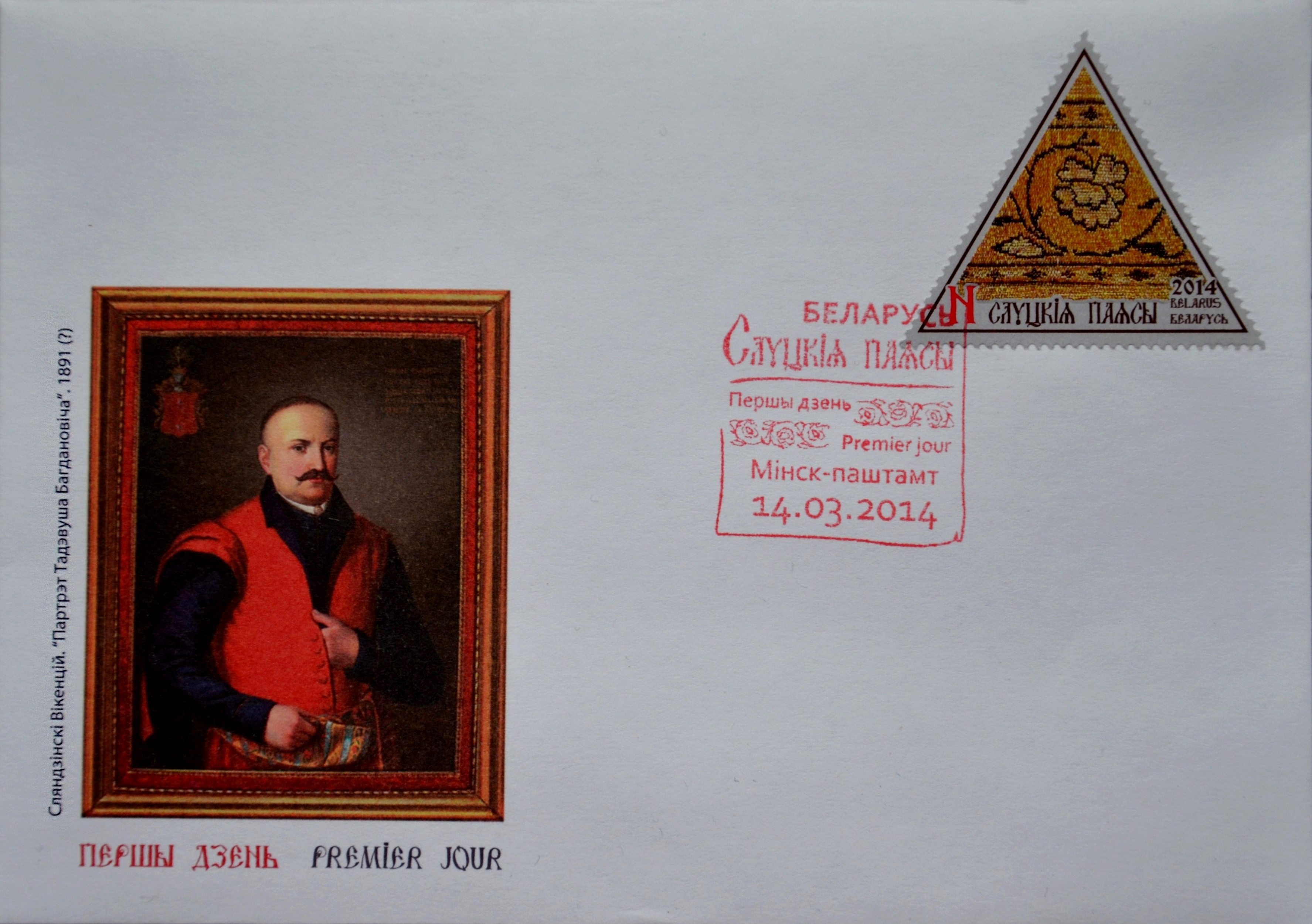
Конверт Республики Беларусь 2014 г. с репродукцией портрета шляхтича Тадеуша Богдановича кисти Викентия Слендзинского (1891?)

## Творчество
Викентий Слендзинский создавал портреты, пейзажи, жанровые картины, работал над исторической темой Литвы. Являлся автором религиозных картин, расписывал церкви в Москве, Друскининкае, Пинске, Вильно и Янове, а также занимался реставрацией. Творческое наследие Викентия Слендзинского разбросано по коллекциям разных стран. Сохранились сведения о следующих его произведениях:
- «Литовские дети» (1873)
- «Девушка в белом платье» (1874)
- «Девушка, стоящая в дверях» (1879)
- «Лесной пейзаж» (1884)
- «Сад бернардинцев» (1886)
- «Башня Гедимина» (1891)

В 1898 году принимал участие в коллективной выставке живописи в Вильно с картиной «Вид на Острую Браму».

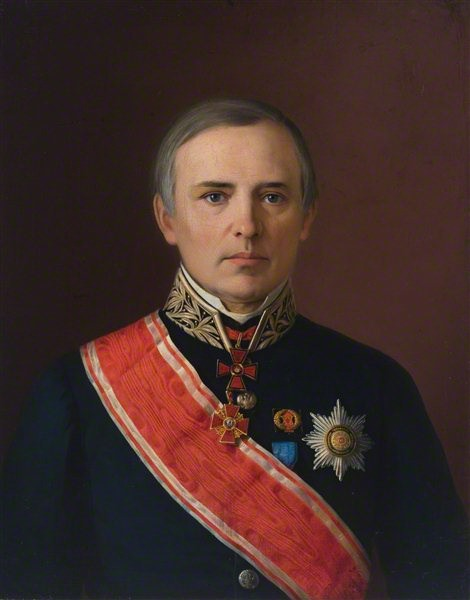
Портрет профессора Наполеона Демьяновича Галицкого, 1868 г. Литовский художественный музей.
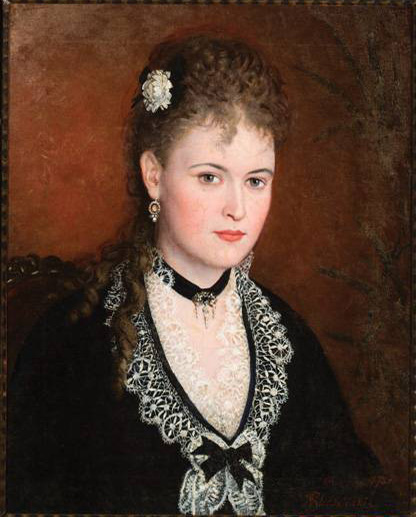
Портрет дамы, 1878 г.
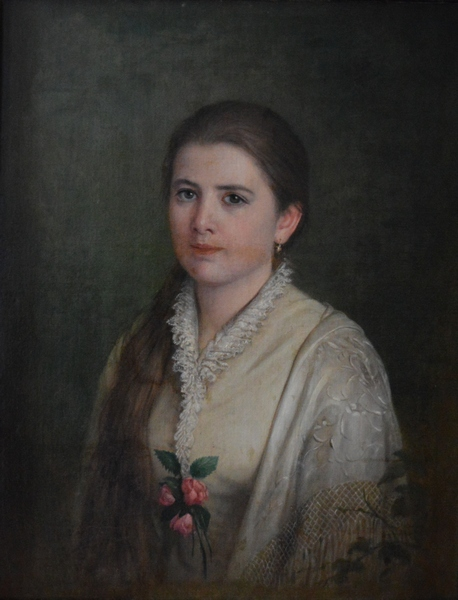
Портрет Юлии Бразоль, 1881 г. ЛГХМ имени Б. К. Руднева, Лебедин, Украина.
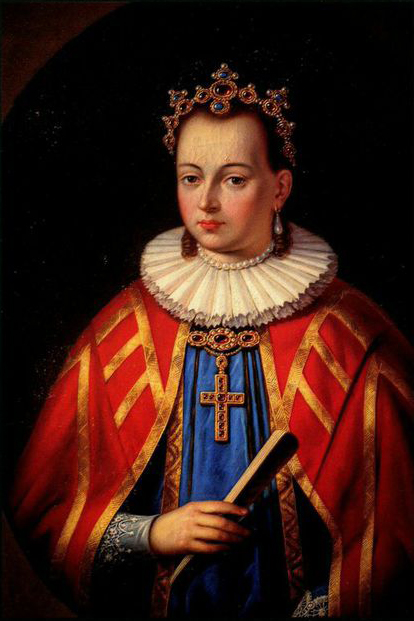
Портрет Эльжбеты Евфимии Радзивилл (Вишневецкой), 1884 г.
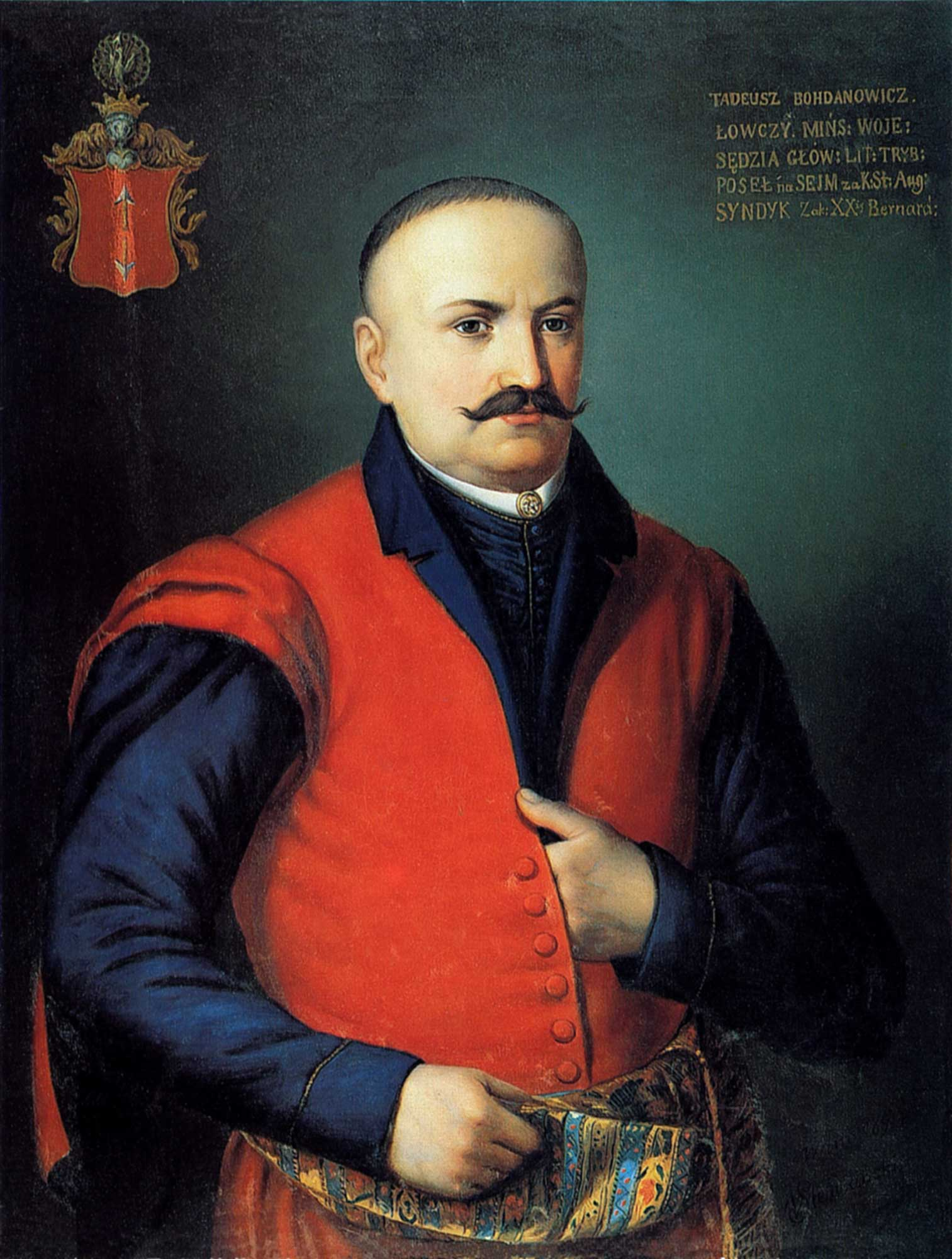
Портрет Тадеуша Богдановича, 1891 г. (?)
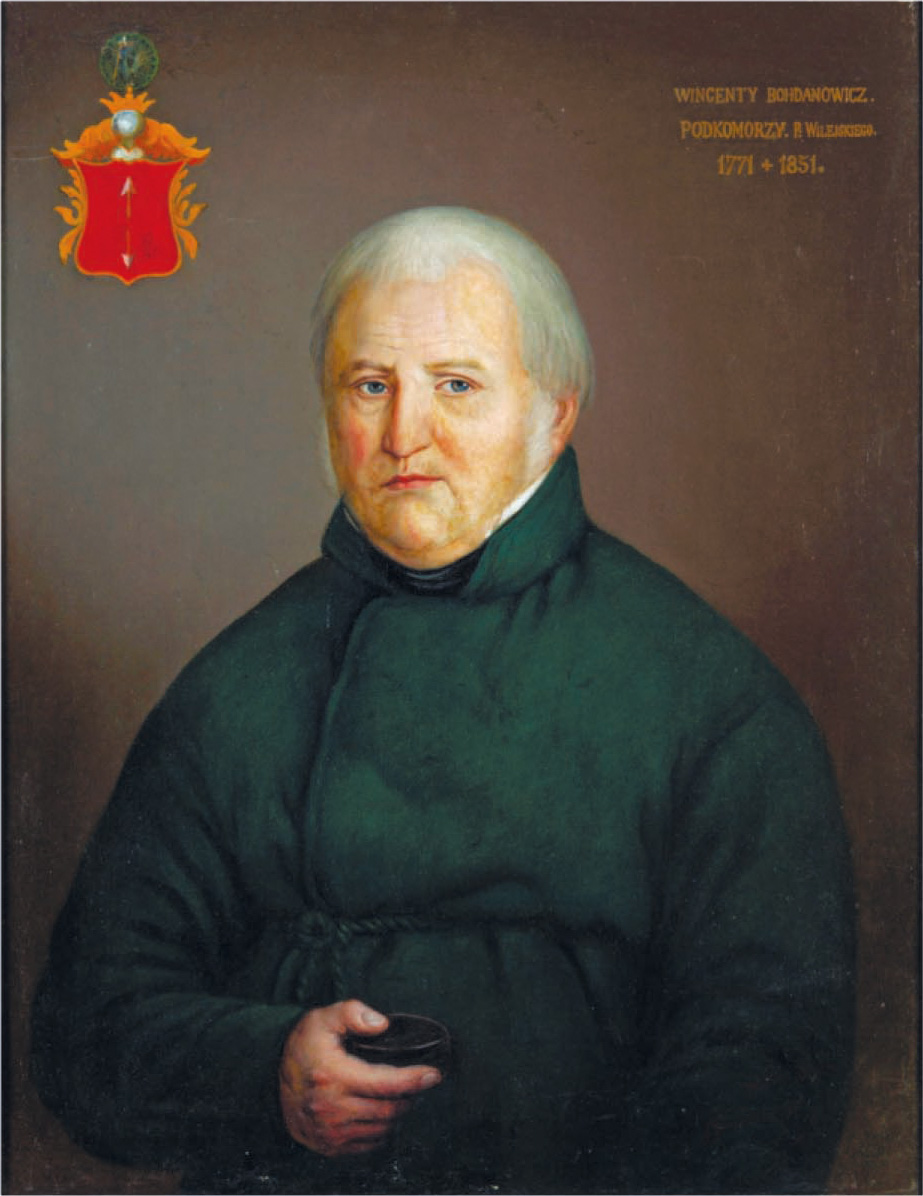
Портрет Викентия Богдановича.
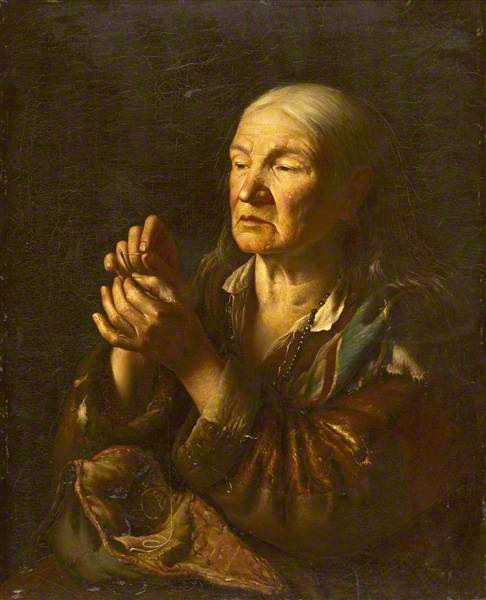
«Бабушка, вдевающая нить», 1860 г. Литовский художественный музей.
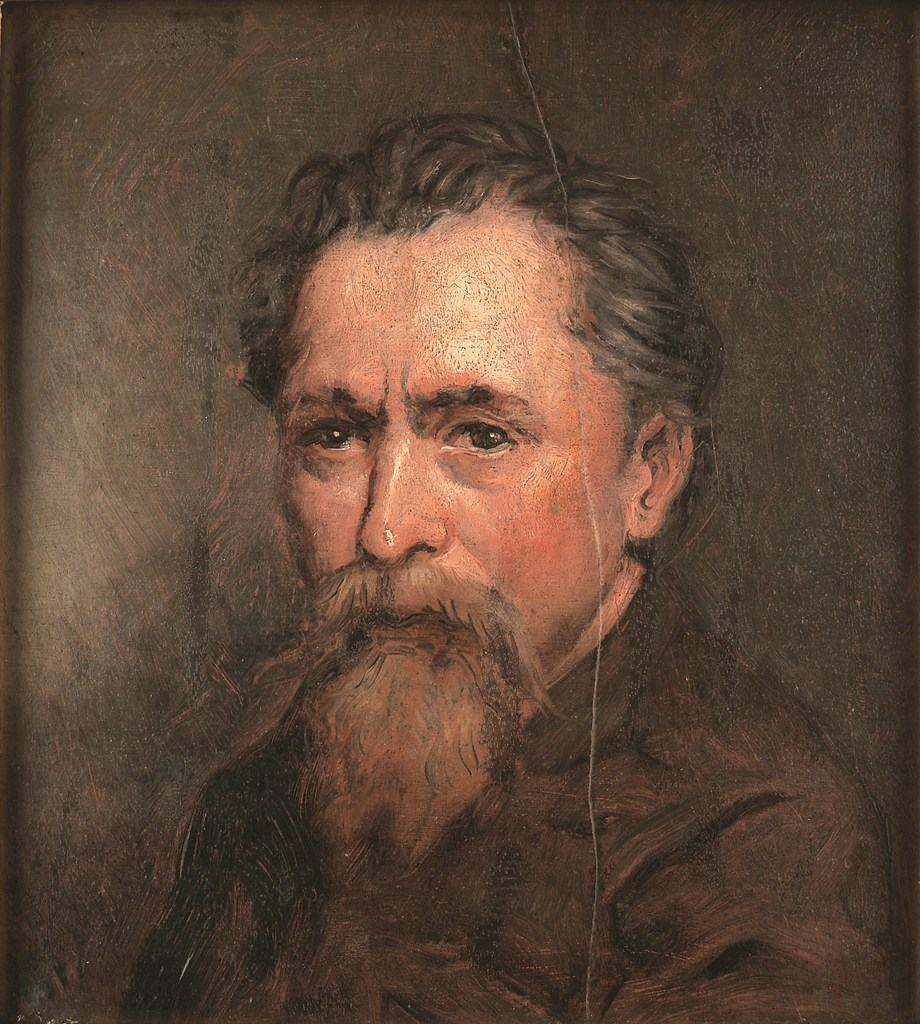
Автопортрет. Галерея Слендзинских в Белостоке.
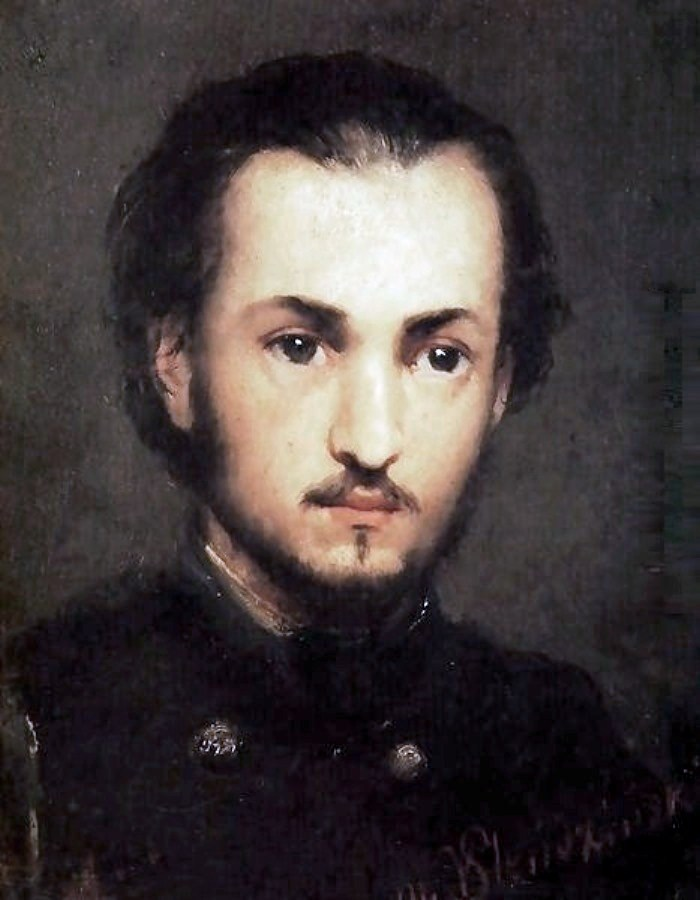
Портрет Орловского. Галерея Слендзинских в Белостоке.
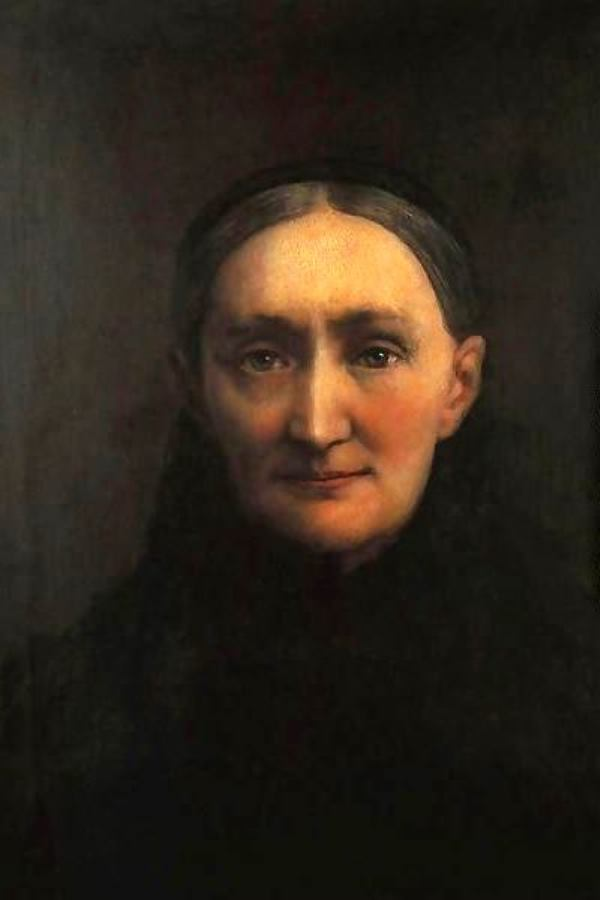
Портрет Розы Верещинской-Мисевич. Галерея Слендзинских в Белостоке.
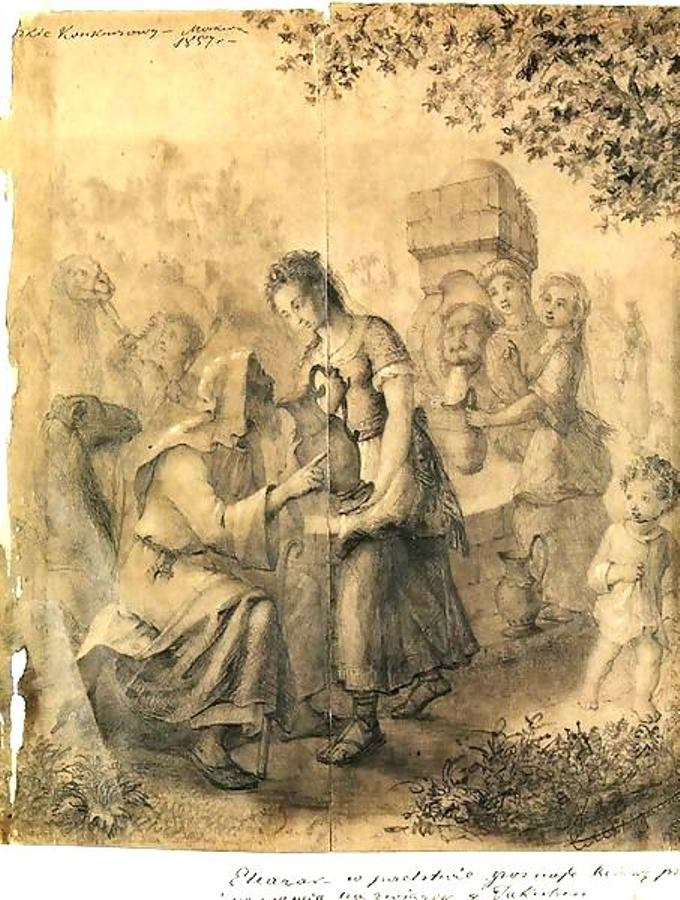
«Елеазар». Галерея Слендзинских в Белостоке.